# Дюкови
Дю́кови — сім'я харківських антрепренерів.
Вперше ім'я Дюкових з'явилося на харківських афішах у 1853 році, коли Харківський театр, збудований 1842 року, успадкувала від батька, Людвіга Млотковського, актриса Віра Людвиґівна. Раніше вона виступала на провінційних сценах, виконуючи ролі ґранд-дам. Права на володіння театром вона розділила чоловіком — Миколою Миколайовичем (? — 1882, Харків), який у 1867 році очолив театр, що до того був у занедбаному стані. Дякуючи його організаторським здібностям, театр був укомплектований сильною за акторським складом трупою, поліпшилися фінансові справи; до репертуару були включені опери, оперети, драми, комедії, водевілі.
Після його смерті, у 1882—1885 роках театр очолювала Віра, після чого передала справу синові — Миколі, а згодом здала театр у найм. У 1892 році будівлю було реконструйовано за проектом архітекторів Болеслава Михаловського та Здислава Харманського. Безпосереднє керівництво ним родина Дюкових повернула у 1893 році, коли антрепренером стала дочка Миколи та Віри — Олександра (? — після 1918, Харків). 1895 року, у зв'язку з фінансовими труднощами, вона продала театр міській управі, залишивши собі антрепризу, яку очолювала до 1905 року.
У театрі Дюкових виступали трупи Петра Медведєва, Марка Кропивницького, Михайла Бородая, російські та італійські опери; Марія Заньковецька, Митрофан Іванов-Козельський, Іван Шувалов, Павло Самойлов та інші; розпочав діяльність режисер Микола Синельников. Театр відвідували Олександр Островський та Антон Чехов (йшли вистави за його п'єсами «Чайка», «Дядя Ваня», «Три сестри», «Вишневий сад»). Трупа Олександри Миколаївни вперше в Україні поставила п'єси «Цар Федір Іоанович» Олексія Толстого (1899), «Коли ми, мертві, пробуджуємося» (1900) та «Будівничий Сольнес» (1903) Генріка Ібсена.